# Рамат-Ган (стадион)
Стадион Рамат-Ган (ивр. איצטדיון רמת-גן‎) — футбольный стадион в городе Рамат-Гане, Израиль. До 2015 года вмещал до 41 583 зрителя, являясь при этом самым большим стадионом Израиля по вместимости. В 2015, большая часть трибун была запрещена к использованию из-за плохого состояния. Лишь западная трибуна осталась пригодной для размещения зрителей. Соответственно вместимость стадиона сократилась до 13 370 зрителей.
Построен в 1950 году, открыт в 1951 году, последняя реконструкция — в 1981 году. С 1954 и до 2013 был домашней ареной сборной Израиля по футболу.
До 2014 года на стадионе проводился финал Кубка Израиля по футболу. С 2015 года стадион является домашней ареной клуба Хапоэль Рамат-Ган из Лига Леумит (второго дивизиона профессионального футбола Израиля).
В апреле 2017 муниципалитет Рамат-Гана принял решение снести стадион, но никаких действий для этого не было принято. Стадион продолжает функционировать.